# Village viticole de Stuttgart
Pour les articles homonymes, voir Stuttgart (homonymie).
La fête du vin de Stuttgart (Stuttgarter Weindorf, village viticole de Stuttgart, en allemand) est une fête traditionnelle annuelle des vins du Bade-Wurtemberg, en Allemagne. Fondée en 1976 dans le centre historique de Stuttgart, elle est une des plus importantes fêtes traditionnelles allemande des vins, avec plus d'un million de visiteurs durant 12 jours, du dernier mercredi d'août au début septembre.

## Historique
Le vignoble de Stuttgart et du Bade-Wurtemberg s'étend historiquement le long du fleuve Neckar (viticulture en Allemagne). 

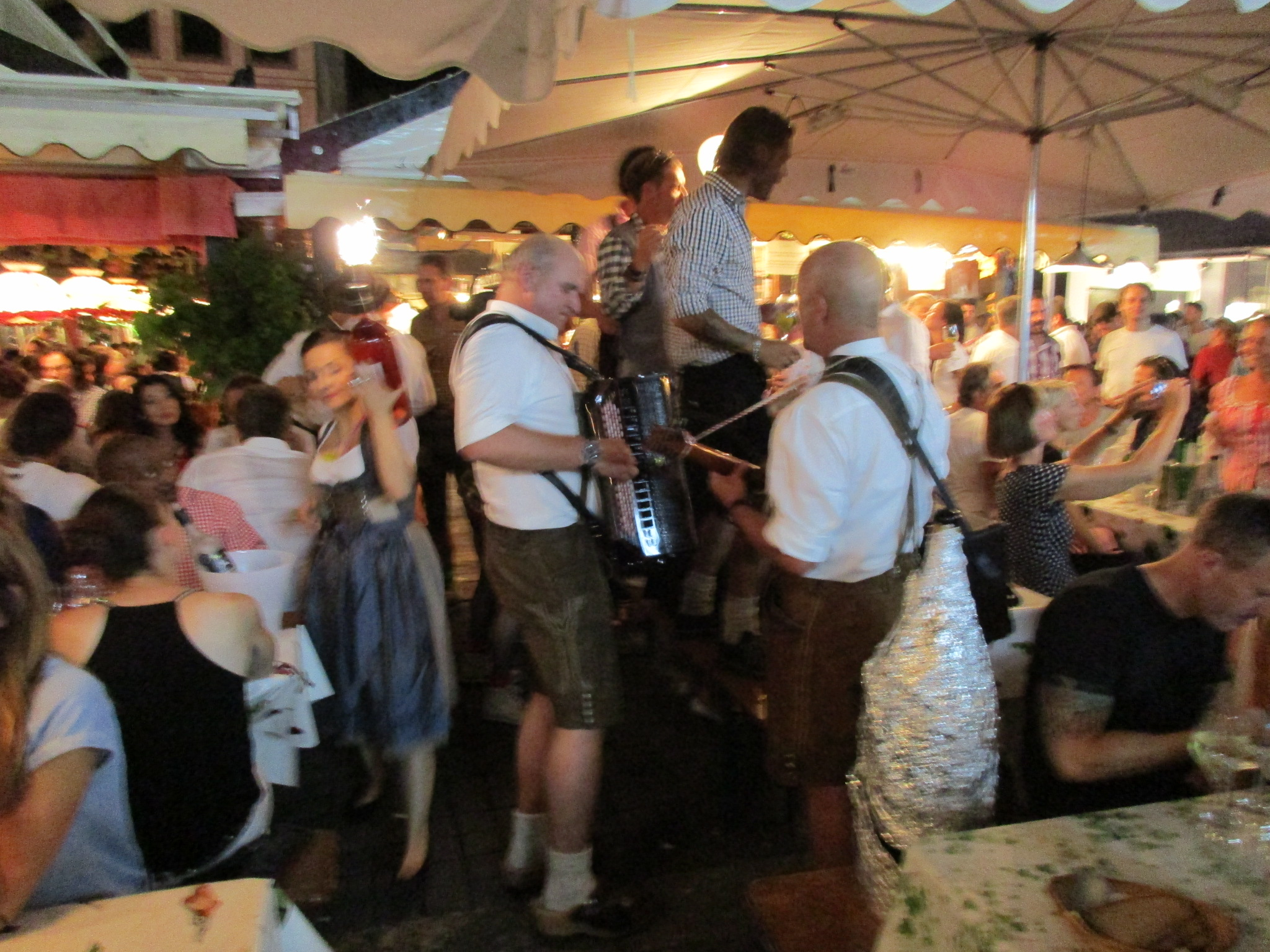
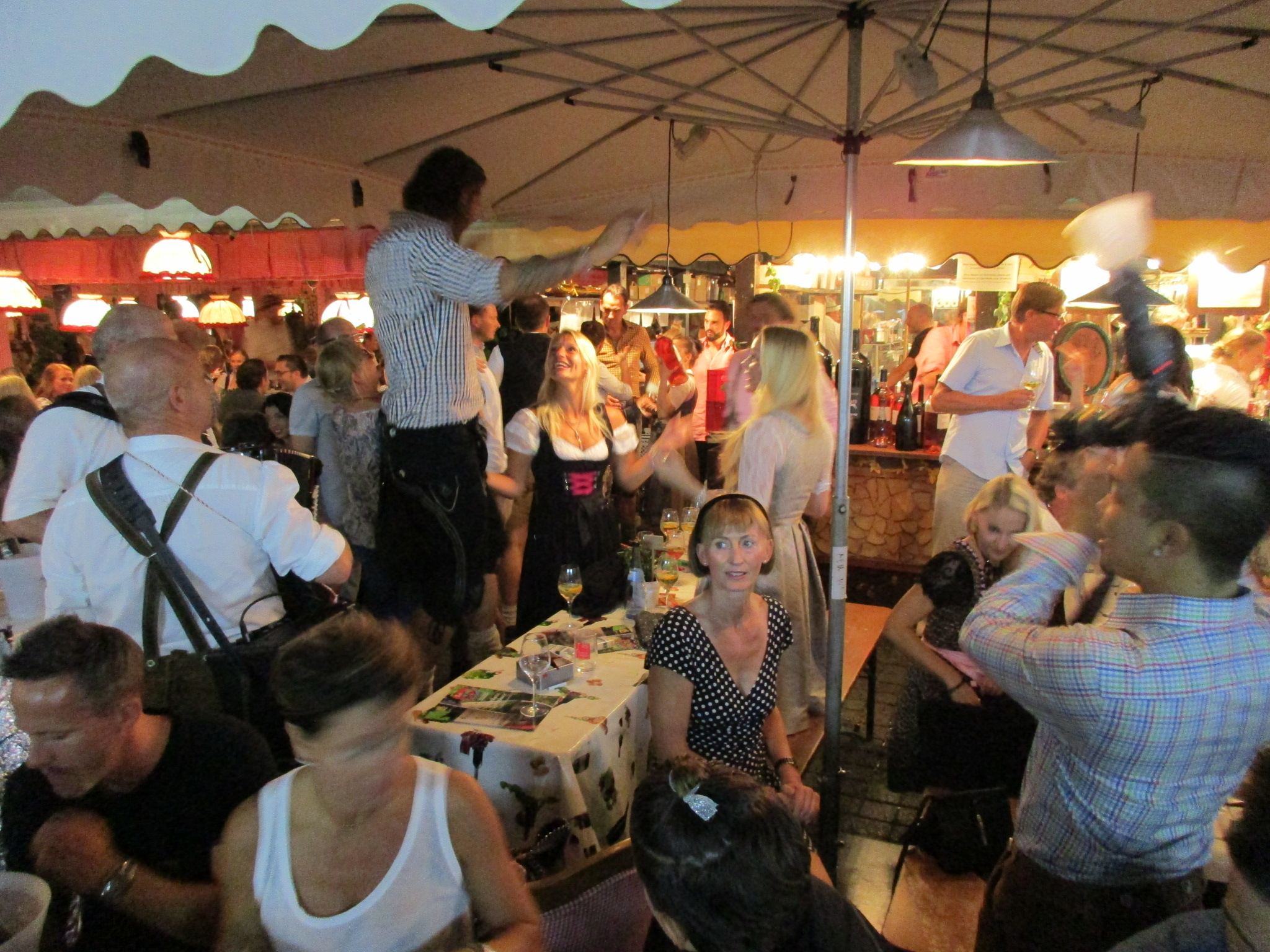
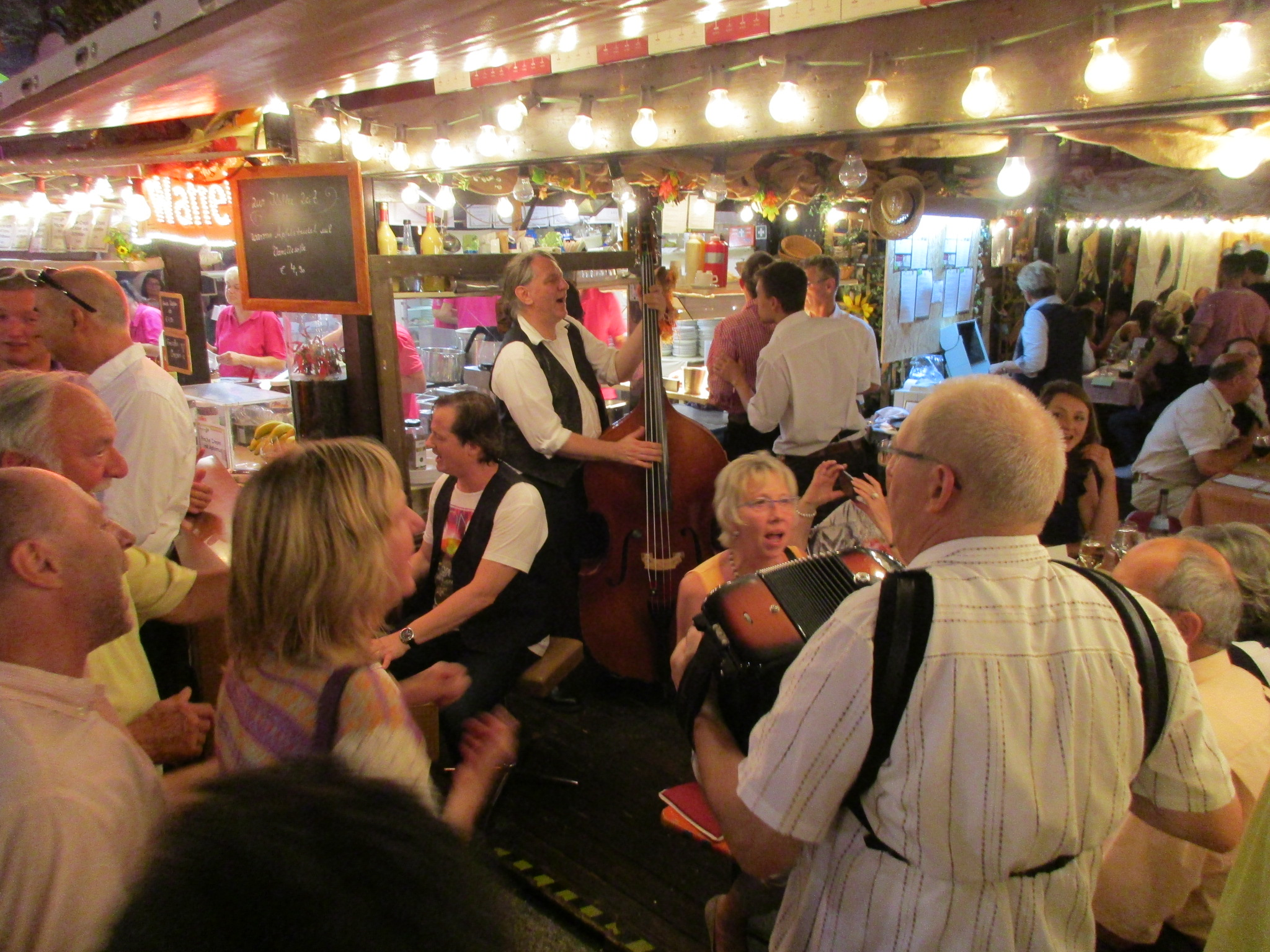
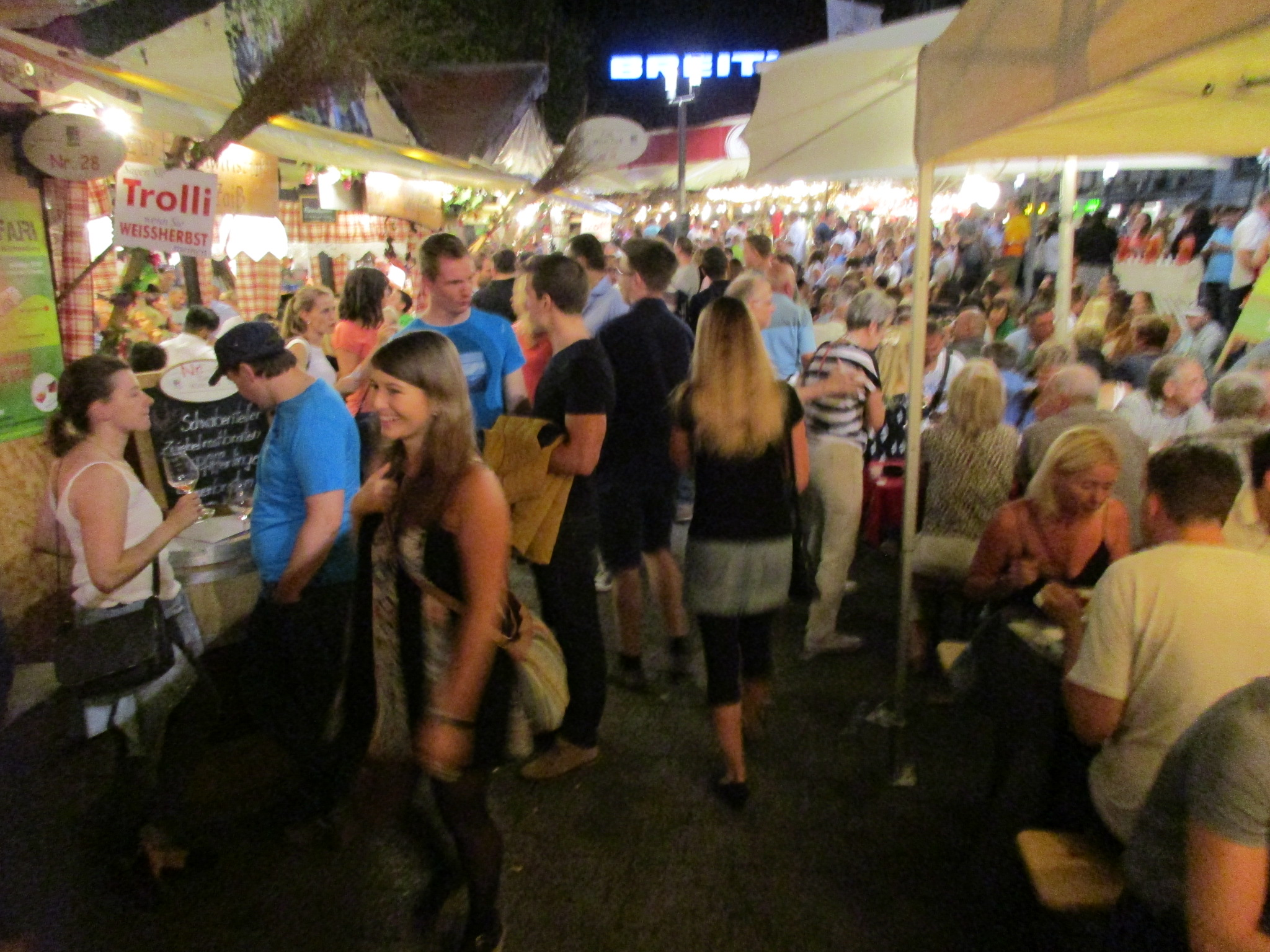

Il se transforme fin août en immense « village du vin » (Weindorf) (un des plus grands et des plus beaux festivals vinicoles d'Allemagne) constitué de près de 120 chalets de vignerons et de restaurants / auberges / tonnelles répandus sur de nombreuses places et rues du centre historique de Stuttgart, dans un décor traditionnel folklorique Souabe, inspiré des Marché de Noël et Fête de la bière Oktoberfest allemand, pour déguster plus de 500 vins régionaux du Bade-Wurtemberg, et nombreuses spécialités régionales de la cuisine allemande, dans une ambiance populaire festive conviviale, avec de nombreux participants en costume traditionnel allemand.

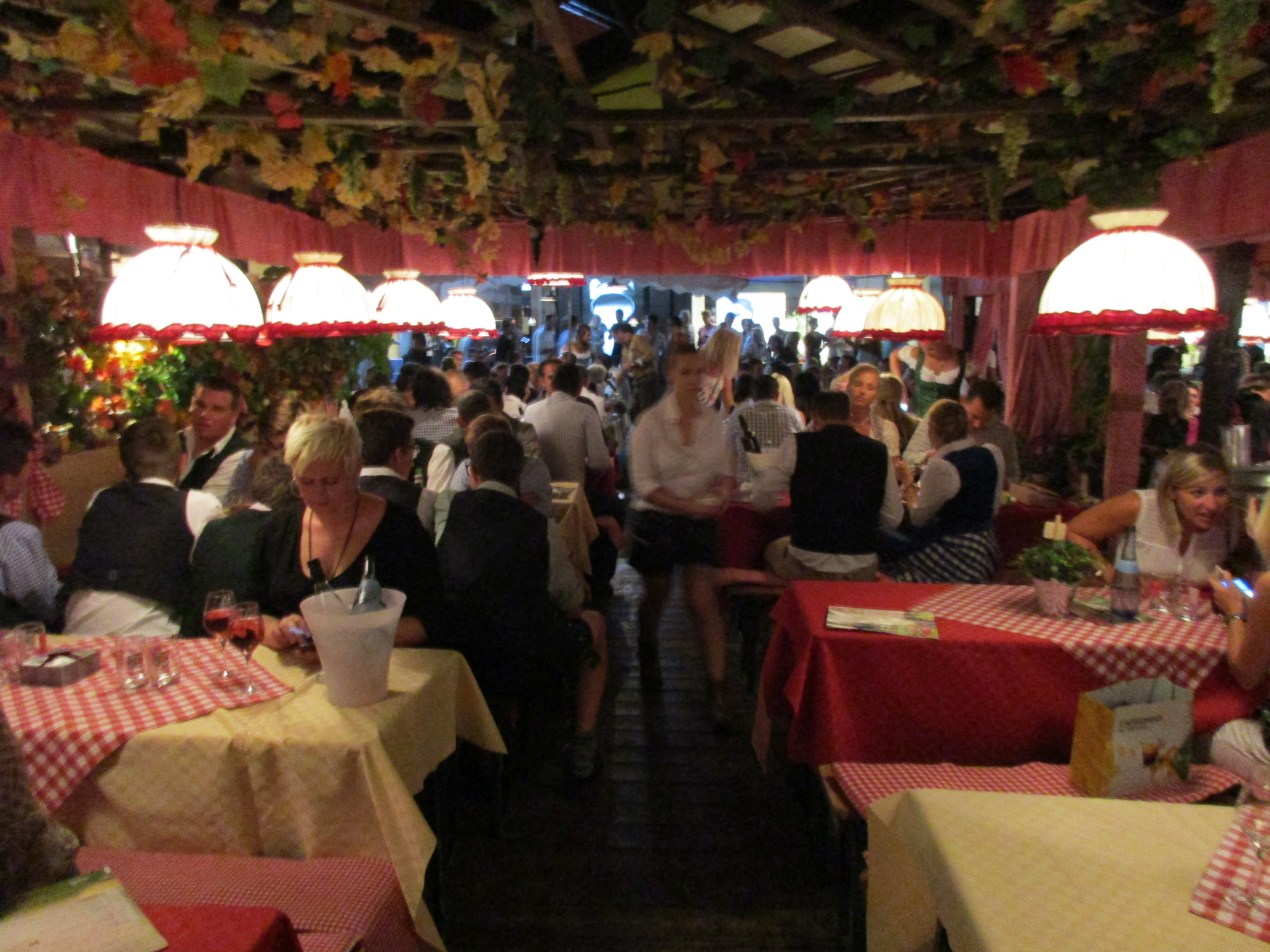
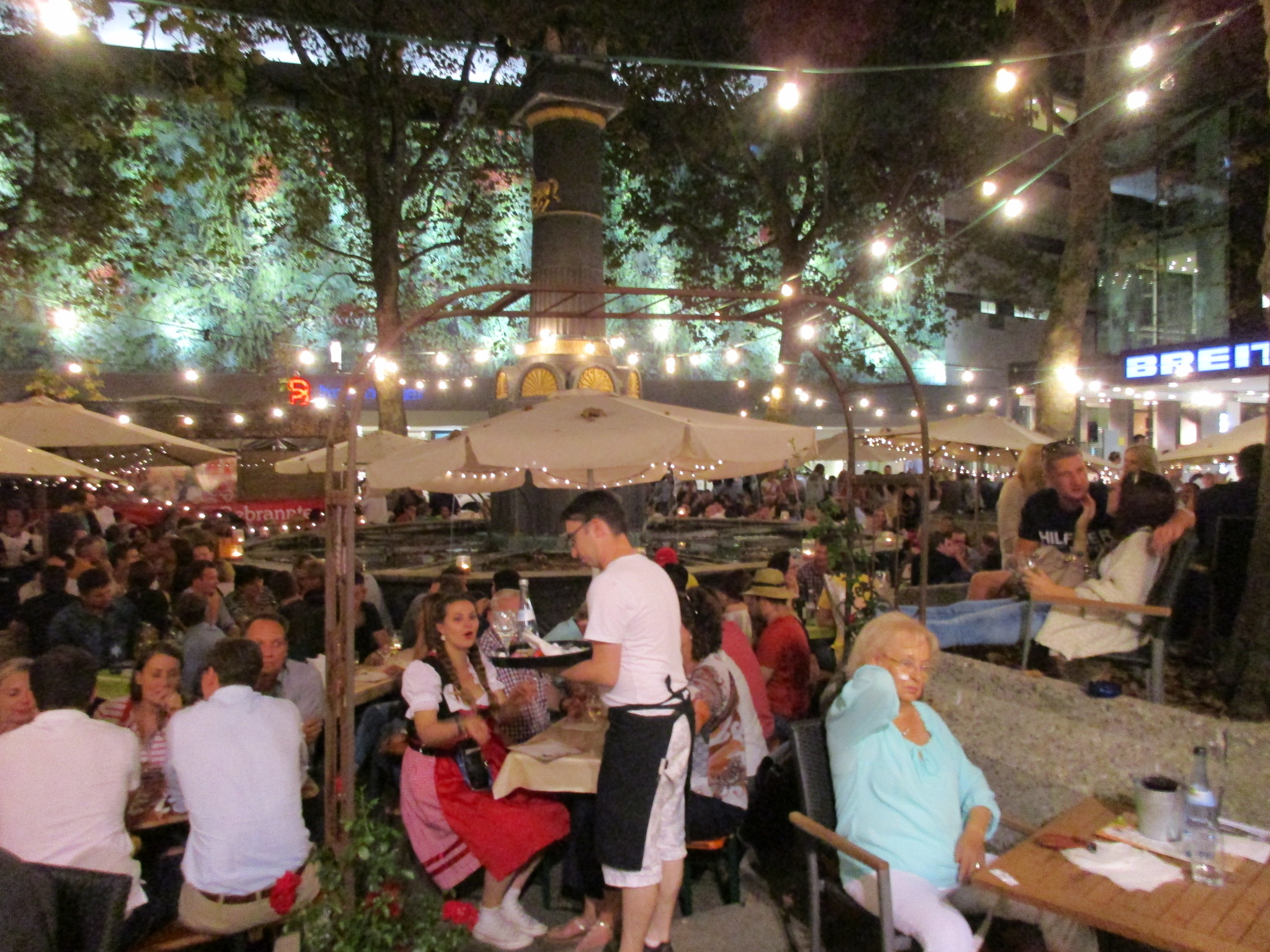
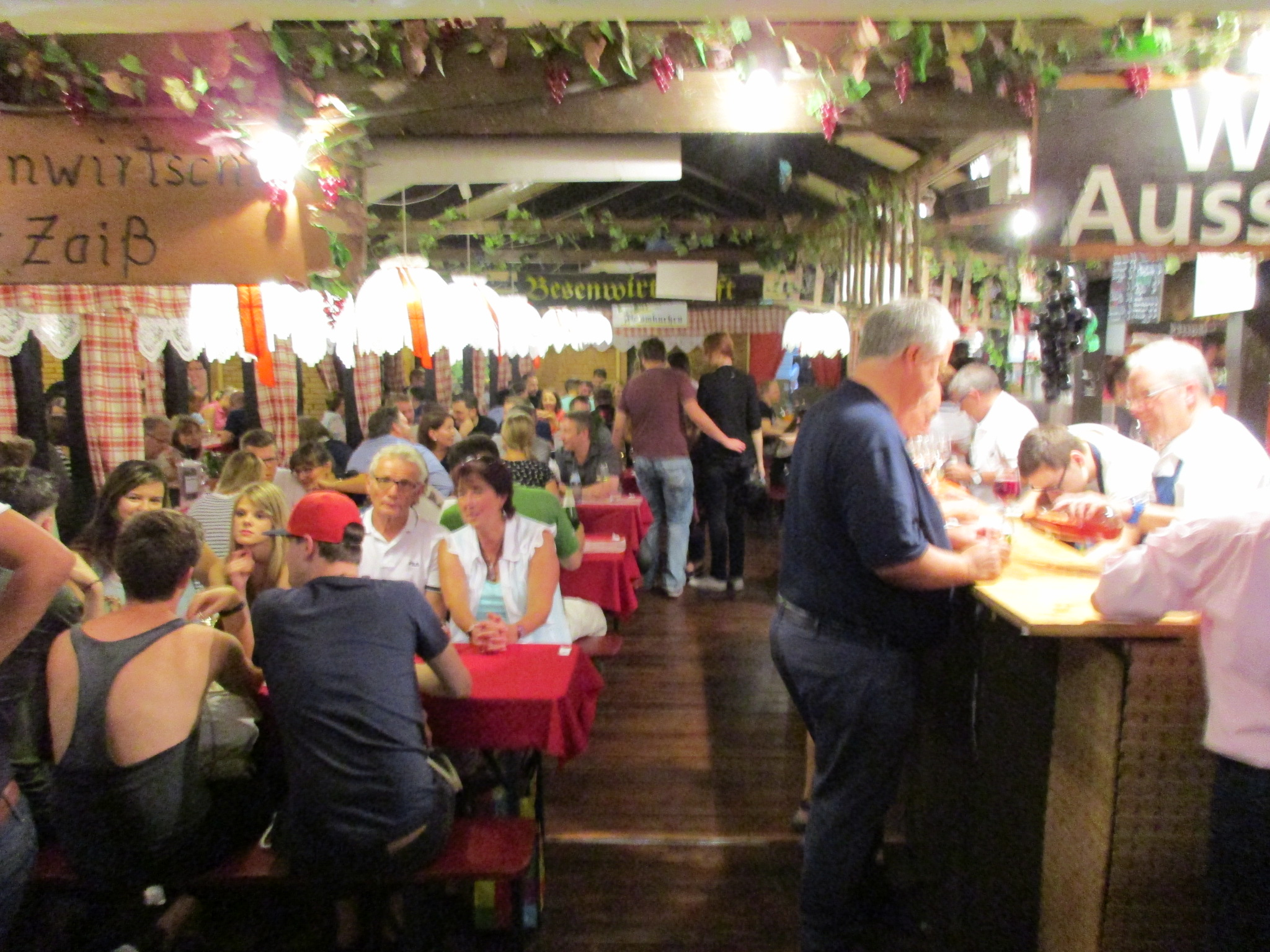
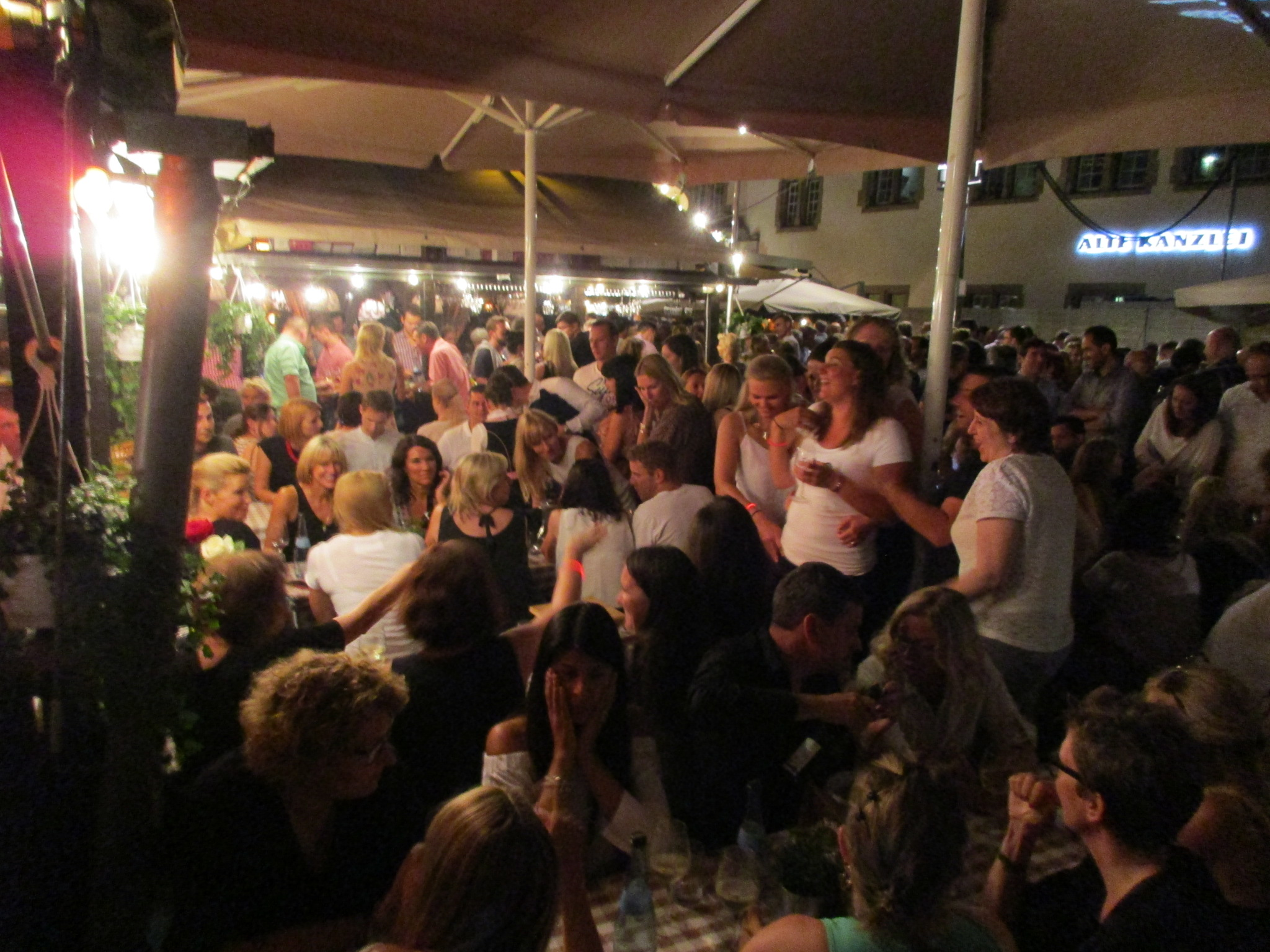

Elle est suivie fin septembre par la Cannstatter Volksfest (fête foraine et fête de la bière de deux semaines sur 35 hectares, concurrente de la célèbre fête de la bière Oktoberfest de Munich du mois d'octobre).